# Mramor (Palilula)
Mramor (em cirílico: Мрамор) é uma vila da Sérvia localizada no município de Palilula, pertencente ao distrito de Nišava, na região de Ponišavlje. A sua população era de 640 habitantes segundo o censo de 2011.

## Demografia
| 1948 | 1953 | 1961 | 1971 | 1981 | 1991 | 2002 | 2011 |
| ---- | ---- | ---- | ---- | ---- | ---- | ---- | ---- |
| 585  | 586  | 587  | 592  | 614  | 683  | 725  | 640  |